# Triplectides australis
Triplectides australis är en nattsländeart som beskrevs av Navás 1934. Triplectides australis ingår i släktet Triplectides och familjen långhornssländor. Inga underarter finns listade i Catalogue of Life.